# Riánsares
El río Riánsares (de río Ánsares) o Riansares es un río del centro de España, el principal afluente del río Gigüela, una de las fuentes del río Guadiana que discurre por Castilla-La Mancha. Tiene una longitud de 94 km y drena una cuenca de 1.394,7 km².
El Riánsares nace en Vellisca (estribación meridional de la sierra de Altomira), provincia de Cuenca; y desemboca en el río Gigüela, al sureste de la provincia de Toledo, afluente a su vez del río Guadiana. Durante su recorrido, riega con sus aguas la Laguna de Taray.

## Características
La sierra de Altomira y las alineaciones asociadas, que pertenecen a la Cordillera Ibérica y tienen su misma directriz tectónica (prácticamente norte-sur) con 
secuencias plegadas del Mesozoico y del Paleógeno separadas por franjas neógenas sin 
apenas deformación. Entre unas y otras discurren los ríos Riánsares, Gigüela, Monreal, 
Záncara y Rus, que drenan una porción importante de la provincia de Cuenca y entregan sus aguas a la esponja de la Llanura Manchega.
Pequeño e irregular caudal, con fuerte estiaje en la época veraniega. Puede permanecer seco en años de pobres precipitaciones. Su caudal más importante se puede observar durante las estaciones con equinoccios, que corresponden con las épocas del año más húmedas en la zona centro de la península ibérica.
Su cauce transcurre por el campo manchego, poblado de cultivos de vid y cereal. Además, hay huertas y cultivos de regadío, lo que hace pensar en la existencia de un caudal subterráneo importante. También posee una vega fértil.

## Afluentes
Su principal afluente es el río Bedija. Este río se une al Riánsares en el término municipal de Horcajo de Santiago (provincia de Cuenca).

## Curiosidades
El nombre del río se utiliza como nombre de mujer en Tarancón (Cuenca) y su comarca; su apócope es "Rian", aunque familiarmente se suele utilizar "Lales". También es el nombre de la Virgen de Riánsares, patrona de Tarancón.
El Canal de Riánsares, del Trasvase Tajo-Segura, pasa por Illana.